# She's Out of My Life
"She's Out of My Life" er en sang fra den afdøde amerikanske popsanger Michael Jackson fra hans album Off the Wall. Sangen er skrevet af Tom Bahler i 1979. Sangen er også inkluderet på opsamlingsalbummet HIStory fra 1995.
| Musik | Spire Denne musikartikel er en spire som bør udbygges. Du er velkommen til at hjælpe Wikipedia ved at udvide den. |